# 西山镇 (南昌市)
西山镇，是中华人民共和国江西省南昌市新建区下辖的一个乡镇级行政单位。

## 行政区划
西山镇下辖以下地区：
西山街社区、茅岗村、郭溪村、石堎村、梅岗村、英山村、群力村、合上村、草山村、红桥村、西山村、龙桥村、泉珠村、琚塘村、言家村、城塘村、嵩岗村、梓塘村和港田村。